# Claude Azéma
Pour les articles homonymes, voir Claude Azéma (pétanque) et Azéma.
Claude Azéma, né le 5 juillet 1943 à Vailhauquès et mort le 6 septembre 2021, est un évêque catholique français, évêque auxiliaire de Montpellier, Lodève, Béziers, Agde et Saint-Pons-de-Thomières de 2003 à 2018.

## Biographie

### Formation
Après avoir obtenu une licence en lettres modernes en espagnol, il entre au Grand séminaire de Montpellier où il obtient une licence canonique en théologie. Il complète ensuite sa formation à l'Institut supérieur de pastorale catéchétique (ISPC) de l'Institut catholique de Paris.
Il est ordonné prêtre le 29 juin 1969 pour l'archidiocèse de Montpellier.

### Principaux ministères
Après un premier ministère paroissial à Béziers puis à Montpellier, il est appelé à des fonctions à l'échelle du diocèse comme responsable de la catéchèse de 1974 à 1983.
Il est ensuite successivement curé de deux paroisses de Montpellier : Notre-Dame-de-la-Paix, puis Notre-Dame-d'Espérance jusqu'en 1998.
Il assume les responsabilités de vicaire général de l'archidiocèse de Montpellier de 1994 à 2002 puis d'administrateur de ce même diocèse.
Nommé évêque auxiliaire de Montpellier le 22 mai 2003, il est consacré le 31 août suivant par l'archevêque de Montpellier, Guy Thomazeau, assisté par Jean-Pierre Ricard, archevêque de Bordeaux et Robert Wattebled, évêque de Nîmes.
Au sein de la Conférence des évêques de France, il est membre de la commission pour la catéchèse et le catéchuménat.
Le pape François accepte sa démission pour raison d'âge le jour même de ses 75 ans, le 5 juillet 2018.
Il meurt le 6 septembre 2021. Ses obsèques ont lieu le lundi 13 septembre 2021, sa dépouille repose au caveau des évêques dans la cathédrale Saint-Pierre de Montpellier.